# Willy Schmidt (Fußballspieler, I)
Willy Schmidt (Lebensdaten unbekannt) war ein deutscher Fußballspieler.

## Karriere
Schmidt gehörte der WKG BSG Neumeyer Nürnberg an, für die er in der Saison 1937/38 in der zweitklassigen Bezirksliga Punktspiele bestritt, diese als Meister abschloss und auch die Gruppe Süd der Aufstiegsrunde zur Gauliga Bayern.
Von 1938 bis 1941 kam er schließlich in drei Spielzeiten in dieser als eine von zunächst 16, später auf 23 aufgestockten Gauligen zur Zeit des Nationalsozialismus als einheitlich höchste Spielklasse im Deutschen Reich, zu weiteren Punktspielen.
In vier aufeinanderfolgenden Jahren ab 1937 kam er im 1935 neu geschaffenen Pokalwettbewerb für Vereinsmannschaften um den Tschammerpokal in insgesamt acht Spielen zum Einsatz und erzielte zehn Tore. Er debütierte in diesem Wettbewerb am 29. August 1937 bei der 0:1-Erstrunden-Niederlage nach Verlängerung gegen den VfB Stuttgart. Gegen diesen Verein schied er 1938 erneut – diesmal allerdings erst in der 2. Runde mit 1:2 und seinem ersten Tor, dem Anschlusstreffer in der 85. Minute – aus dem Wettbewerb aus, doch sein Einsatz am 28. August 1938 zuvor, beim 4:2-Erstrunden-Sieg über die Stuttgarter Kickers krönte er mit allen vier Toren.
Mit insgesamt fünf Toren in nur zwei Spielen avancierte er – gemeinsam mit Franz Dosedzal, Franz Faust (beide FSV Frankfurt), Herbert Pohl (Dresdner SC), Georg Schors (SK Rapid Wien) und Otto Siffling (SV Waldhof Mannheim) – zum dritterfolgreichsten Torschützen hinter Helmut Schön (Dresdner SC) und Oskar Siffling (SV Waldhof Mannheim).
Seine Treffsicherheit bewies er auch 1939, in dem ihm zwei Tore in der 1. Runde gelangen, sowie jeweils ein Tor in den drei weiteren Runden, bevor ihn und seiner Mannschaft am 7. Januar 1940 mit 4:7 gegen den SC Wacker Wien im Viertelfinale das Aus ereilte. Sein letztes Pokalspiel bestritt er am 1. September 1940 erneut gegen eine Wiener Mannschaft; das Erstrundenspiel gegen den SK Rapid Wien wurde mit 1:2 nach Verlängerung verloren.